# وزرک
وزرک (به فرانسوی: Vazerac) یک کامین در فرانسه است که در Canton of Molières واقع شده‌است.

## خصوصیات
وزرک ۳۲٫۶۸ کیلومترمربع مساحت و ۶۹۷ نفر جمعیت دارد و ۸۳ متر بالاتر از سطح دریا واقع شده‌است.